# (7673) Inohara
(7673) Inohara (1995 UY3) – planetoida z pasa głównego asteroid okrążająca Słońce w ciągu 3,8 lat w średniej odległości 2,43 j.a. Odkryta 20 października 1995 roku.